# 熊本県道42号八代鏡線
熊本県道42号八代鏡線（くまもとけんどう42ごう やつしろかがみせん）は、熊本県八代市を通る県道（主要地方道）である。

## 概要
八代市敷川内町から八代市鏡町鏡に至る。起点から終点に近づくにつれて道幅が狭い区間が多くなる。特に八代市鏡町宝出に1車線の区間が短区間であるが存在する。

### 路線データ
- 起点：熊本県八代市敷川内町（八代市敷川内町交差点、国道3号交点）
- 終点：熊本県八代市鏡町鏡（鏡町鏡交差点、熊本県道14号八代鏡宇土線交点、熊本県道156号鏡宮原線起点）

## 歴史
- 1993年（平成5年）5月11日 - 建設省から、県道八代鏡線が八代鏡線として主要地方道に指定される[1]。

## 路線状況

### 重複区間
- 熊本県道250号八代港大手町線（八代市西松江城町・松江城町交差点 - 八代市北の丸町・松浜軒前交差点）
- 熊本県道251号郡築横手線（八代市田中西町・田中西町交差点 - 八代市古閑浜町）

### 道路施設

#### 橋梁
- 流藻川橋（流藻川、八代市）
- 植柳橋（球磨川、八代市）
- 新前川橋（前川、八代市）
- 新大正橋（水無川、八代市）
- 第二大鞘橋（大鞘川、八代市）
- 第四大鞘橋（大鞘川、八代市）
- 第五大鞘橋（大鞘川、八代市）
- 第二外出橋（鮟鱇川、八代市）
- 入江橋（鏡川、八代市）

## 地理

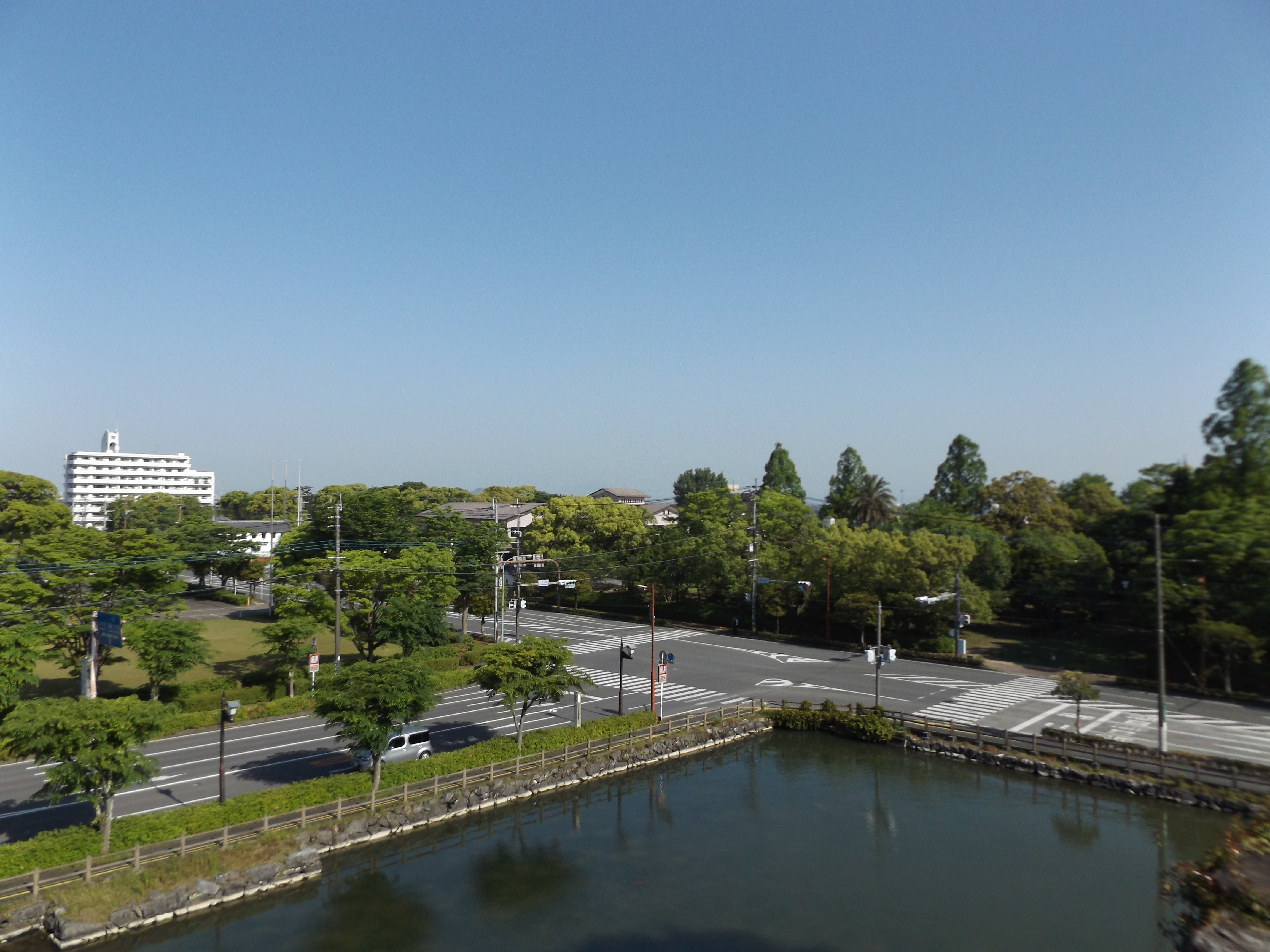
松江城町交差点。県道42号は南から西に進む。

### 通過する自治体
- 八代市

### 交差する道路
| 交差する道路                                               | 交差する場所 | 交差する場所          |
| ---------------------------------------------------------- | ------------ | --------------------- |
| 国道3号                                                    | 敷川内町     | 八代市敷川内町 / 起点 |
| 熊本県道338号八代不知火線                                  | 植柳下町     |                       |
| 熊本県道250号八代港大手町線 重複区間起点                   | 西松江城町   | 松江城町交差点        |
| 熊本県道250号八代港大手町線 重複区間終点                   | 北の丸町     | 松浜軒前交差点        |
| 熊本県道251号郡築横手線 重複区間起点 熊本県道336号八代港線 | 田中西町     | 田中西町交差点        |
| 熊本県道251号郡築横手線 重複区間終点                       | 古閑浜町     |                       |
| 熊本県道245号共栄千丁停車場線                              | 千丁町古閑出 |                       |
| 熊本県道322号大牟田大鞘八代港線                            | 鏡町両出     |                       |
| 熊本県道14号八代鏡宇土線 熊本県道156号鏡宮原線             | 鏡町鏡       | 鏡町鏡交差点 / 終点   |

### 交差する鉄道
- 九州新幹線

### 沿線
- E3A 南九州自動車道 1 八代南IC
- 球磨川
- 八代市立植柳小学校
- 八代城跡
- 八代市役所
- 八代市立第一中学校
- 八代市立文政小学校
- 熊本県立鏡わかあゆ高等支援学校